# Lionel Beffre
Lionel Beffre né le 20 janvier 1964 à Decazeville est un homme politique et haut-fonctionnaire français. Il a été Haut-Commissaire en Polynésie française de 2013 à 2016. Il a été précédé comme Haut-Commissaire par Jean-Pierre Laflaquière (en) et remplacé par René Bidal. Il a également été préfet en Lot-et-Garonne, Eure-et-Loir, Pyrénées-Atlantiques, Isère et de Seine-et-Marne. Depuis 2024, il occupe le poste de Conseiller de gouvernement pour l'Intérieur à Monaco.

## Biographie

### Famille
Lionel Beffre est le fils de Pierre Beffre, ancien professeur de mathématiques à la retraite et personnalité politique de sa région né a Millau. Il occupa diverses fonctions. De 1971 à 1977, il était correspondant pour La Dépêche du Midi. Il fut conseiller général du PS du canton d'Aubin de 1994 à 2015, élu conseiller municipal d'Aubin en 1983 puis élu maire d'Aubin de 1995 à 2008. Il est nommé chevalier puis officier des Palmes académiques. Il est décédé en 2017 à l’âge de 80 ans,. Sa mère est Huguette Beffre, une ancienne professeur d’anglais.

### Carrière
Formé a l’École nationale d'administration et à Institut d'études politiques de Paris, Lionel Beffre commence sa carrière en tant que Directeur de cabinet du préfet de l'Hérault de 1990 à 1992, date à laquelle il devint secrétaire général de la préfecture des Alpes-de-Hautes-Provences ,,,.
En 1994, il est affecté au ministère des Finances, puis au cabinet de Dominique de Villepin, alors ministre de l'Intérieur. Il est conseiller en affaires financières avant de devenir son chef de cabinet, en 2006, lorsque ce dernier est nommé premier ministre.
De 2007 à 2010, il devint préfet de Lot-et-Garonne, avant d’être remplacé par Bernard Schmeltz. Il devint ensuite préfet d'Eure-et-Loir de 2010 à 2012, remplaçant Jean-Jacques Brot,.
Il fut ensuite nommé préfet des Pyrénées-Atlantiques de 2012 à 2013, avant devenir Haut-commissaire de la République en Polynésie française de 2013 à 2016, date où il est remplacé par René Bidal, et où il devint préfet de l’Isère,,.
Après avoir occupé la fonction de préfet de l'Isère de 2016 à 2021, il est remplacé par Laurent Prévost afin de remplacer Thierry Coudert dans son poste de préfet de Seine-et-Marne. Il doit alors faire face à la médiatisation de l’Affaire Palmade,,,.
Le 5 août 2024, il est nommé Conseiller de gouvernement pour l'Intérieur de Monaco.

## Distinctions
- Chevalier de la Légion d'honneur, 2013[16]
- Officier de l'ordre national du Mérite, 2018[16]
- Chevalier de l'ordre des Palmes académiques[16]
- Chevalier de l'ordre du Mérite agricole[16]
- Médaille d'honneur de l'administration pénitentiaire, argent